# Gavadagere, Hunsur
Gavadagere là một làng thuộc tehsil Hunsur, huyện Mysore, bang Karnataka, Ấn Độ.